# Лимбу (народ)

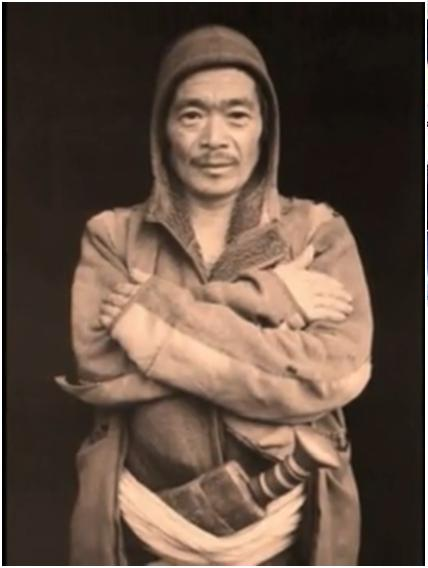
Мужчина лимбу

Ли́мбу (на языке непали), яктхумба (самоназвание — «пастух яков») — народ на крайнем востоке Непала (историческая область Лимбуван, между рекой Арун и Сингалильским хребтом; 300 тысяч человек) и в Индии (20 тысяч человек входят в список официально зарегистрированных племён Индии), в некоторых районах Западного Сиккима, по обе стороны непало-сиккимской границы.

## Расселение
Лимбу возводят своё происхождение к древним киратам. В письменных источниках XVIII века упомянуты вожди Лимбувана. Интенсивная иммиграция непали (кхасов) в Лимбуван началась после присоединения его в середине XVIII века к Непалу. Во второй половине XIX века лимбу уже не составляли большинства населения на своих территориях. Тем не менее, они не подверглись ассимиляции и сумели сохранить всю свою культурную и религиозную обособленность и самобытность. (Левин 1963: 814).

## Язык
Говорят на языке лимбу (тсонг) тибето-бирманской группы сино-тибетской семьи. Есть несколько диалектов: федопиа, фагуари, тамаркхолеа. (Левин 1963: 814).

## Традиционные занятия
Главное, чем занимаются лимбу — подсечно-огневое земледелие (кукуруза, просо, пшеница, картофель, овощи, заливной рис), скотоводство (крупный и мелкий рогатый скот, свиньи, птица), охота с применением лука и стрел, иногда отравленных. Распространяется террасное земледелие. (Ледков, Шрестха 2000: 38).

## Жилища
Поселения разбросанные. Довольно своеобразные дома: глинобитные, с галереей вокруг второго этажа, украшенные деревянной резьбой и росписью. Комнаты на втором этаже имеют окна, защищённые решёткой из дерева. Крыши крыты соломой или из травы, двускатные, на кронштейнах. (Бобылев 1999: 290).
Для отпугивания злых духов у домов воткнуты шесты с пучками соломы и цветными тряпочками.
Вход с веранды, с широкой стороны дома.
Пол земляной, стены обмазываются снизу красной глиной, сверху белятся. Если дом одноэтажный, то окон либо нет, либо они закрываются ставнями. Очаг чаще всего без дымохода. (Редько 1964: 11).

## Быт
Система деревенского управления довольна проста: жители нескольких деревень избирают старосту общины, который собирает налоги, но земля, используемая под посев кукурузы, от налогов освобождается. Налогом также облагается содержание буйволов, крупного рогатого скота и овец, скот других пород налогом не облагается.
Традиционная одежда преимущественно шерстяная; женщины носят запашные юбки, кофты, тёплые накидки на голову и плечи; многие надевают металлические украшения в виде дисковидных наголовников надо лбом, кольцо в носу, массивные плоские «наушники» и тяжелее браслеты. (Редько 1964: 11).

## Брак и семья
Сохраняется деление на патрилинейные роды, делящиеся на линиджи (по 4-6 поколений). Семья малая, встречаются большие семьи. Брак преимущественно моногамный.

### Выбор невесты
Для того, чтобы юноша выбрал себе невесту, организовывают специальные состязания по пению, во время которых жених и должен сделать свой выбор. Девушка или юноша сочиняют куплет, на который другой должен ответить также куплетом, сочинённым прямо на месте. Каждый последующий куплет должен быть продолжением предыдущего, а также ценится остроумие и весёлость. Чтобы получить невесту, юноша должен победить в этом состязании. (Левин 1963: 814).

### Свадьба
В отличие от обычаев народов западного и центрального Непала, свадьбы у лимбу нередко совершаются без согласия родителей. На следующее утро после совершения свадебных ритуалов, невеста должна вернуться в дом своих родителей и сообщить им о своём замужестве. Через несколько дней к ним в дом приходит посредник, который приносит с собой подарок для родителей невесты и ходатайствует за новобрачных. (Левин 1963: 814).

## Верования
Лимбу поклоняются духам и совершают для них большое количество жертвоприношений. Часть лимбу — буддисты-ламаисты, а часть — индусы тантрического толка. (Шведовский 1999: 24).
У лимбу существует множество своеобразных обрядов, связанных с различными событиями в жизни семьи. Например, лимбу на четвёртый день после рождения сына, или на третий день в случае рождения дочери, устраивают большое пиршество. Они приглашают всех родственников и жреца для совершения обрядов. Отнятие ребёнка от груди считается следующим значительным событием в его жизни, и в честь этого праздника ребёнку делают небольшие, но ценные подарки. (Левин 1963: 814).

### Похороны
О смерти человека в первую же очередь сообщают жрецу, который осматривает тело, чтобы удостовериться, что человек мёртв. В день похорон жрец с помощью мужчин должен отнести тело в лес, где труп положат в вырытую могилу лицом к западу с вытянутыми по бокам руками. Интересно, что лимбу Бутана хоронят своих покойников лицом в сторону Непала — их родины. Каждый, кто присутствует на похоронах, бросает горсть земли в могилу, после чего могилу закапывают. В её центре втыкают шест с тряпкой, чтобы отметить место погребения, и кладут большой камень.
Если же умирают богатый лимбу, то вместе с телом кладут зерно, само тело помещается в гроб, а землю над гробом насыпают горкой. Также лимбу сооружают каменный памятник. Если тело хоронят около дороги, то могилу делают такой формы, чтобы она служила скамьёй для прохожего.
Траур по взрослым продолжается у них семь дней, по мальчику — четыре дня, по девочке — три. В течение всего этого времени нельзя есть мясо, овёс, соль, масло и перец. Близкие родственники должны сбрить волосы, усы и брови. Окончание же траура определяется жрецом, и это событие лимбу отмечают большим пиром в доме умершего. (Левин 1963: 814).